# Rhinella paraguas
Rhinella paraguas es una especie de anfibio anuro de la familia Bufonidae. Es endémica de los departamentos del Valle del Cauca y Chocó en Colombia.
Los machos miden de 31 a 41 mm y las hembras de 40 a 51 mm.
El nombre de la especie le fue dado en referencia al lugar de su descubrimiento, la Serranía de los Paraguas.

## Publicación original
- Grant & Bolívar-García, 2014: A new species of semiarboreal toad with a salamander-like ear (Anura: Bufonidae: Rhinella). Herpetologica, vol. 70, n.º 2, p. 198–210.[3]